# Ghost Stories (album)
Pour l’article homonyme, voir Ghost stories.
Albums de Coldplay
Mylo Xyloto
(2011) A Head Full of Dreams
(2015)
Singles
1. Magic
Sortie : 3 mars 2014
2. Midnight
Sortie : 19 avril 2014
3. A Sky Full Of Stars
Sortie : 5 mai 2014
4. True Love
Sortie : 18 août 2014

Ghost Stories, est le sixième album studio du groupe pop rock anglais Coldplay. Il succède à Mylo Xyloto paru en 2011. Sorti le 19 mai 2014, l'album a été enregistré entre l'année 2013 et le début de l'année 2014.

## L'album

### Écriture et enregistrement de l'album
Le 27 février 2014, Coldplay dévoile discrètement une nouvelle chanson intitulée Midnight. Le titre est présenté avec un clip réalisé par Mary Wigmore.
La chanson, tout comme le clip, surprend de nombreux fans par le style très énigmatique du morceau et de la vidéo qui l'accompagne, ainsi que par le virage musical que Coldplay semble, à ce moment-là, avoir pris.
Le 3 mars 2014, le groupe dévoile le titre du nouvel album, Ghost Stories et lance le 1er single officiel, Magic. Le même jour, l'album est disponible en précommande sur la plateforme de téléchargement iTunes. Vingt jours avant la sortie officielle de l'album, Coldplay révèle leur deuxième single, A Sky Full of Stars.
Une semaine avant la sortie mondiale de Ghost Stories, le groupe britannique offre la possibilité d'écouter la totalité de l'album via la plateforme musicale iTunes. Cette écoute est accompagnée d'une vidéo présentant une animation des créations de Mila Furstova, l'artiste à l'origine des illustrations de ce 6e album.

### Style
À travers les deux premiers extraits, l'album marque un retour aux sources pour le groupe, avec un style plus épuré que celui adopté sur Mylo Xyloto notamment, mais avec une touche beaucoup plus électronique. L'omniprésence du synthétiseur dans l'album marque un changement de style du groupe, avec une musique plus « futuriste » et des mélodies plus complexes.
Guy Berryman, le bassiste du groupe, expliquait : « Pour cet album, on a vraiment essayé de ne pas reproduire ces thèmes musicaux pour lesquels on nous connait », et racontait que les membres du groupe n'avaient pas eu « peur du silence dans certaines chansons ».
À part la chanson A Sky Full of Stars co-produite par Avicii, l'album est relativement calme, ne dérogeant pas aux annonces de Chris Martin.[réf. nécessaire] Le précédent album Mylo Xyloto devait être calme, mais le résultat était plutôt festif. Le groupe a alors voulu faire, à leur prochain album, un album calme.

### L'album et le graphisme de l'album
L'album est sorti le 19 mai 2014. La couverture de l'album peut représenter deux ailes d'anges ou les deux moitiés d'un cœur flottant de nuit au-dessus d'un océan. Elle a été réalisée par Mila Furstova, artiste anglaise d'origine tchèque.

### Singles
Le premier single issu de l'album, Magic, est paru le 3 mars 2014.
Le deuxième single, A Sky Full of Stars[Quoi ?], est paru le 2 mai 2014.
Le troisième et dernier single, True Love, est disponible depuis le 18 août 2014.

## Liste des titres
Édition standard :
| No | Titre               | Durée |
| -- | ------------------- | ----- |
| 1. | Always In My Head   | 3:36  |
| 2. | Magic               | 4:45  |
| 3. | Ink                 | 3:48  |
| 4. | True Love           | 4:05  |
| 5. | Midnight            | 4:54  |
| 6. | Another's Arms      | 3:54  |
| 7. | Oceans              | 5:21  |
| 8. | A Sky Full of Stars | 4:28  |
| 9. | O                   | 1:30  |

Target deluxe edition :
| No  | Titre                | Durée |
| --- | -------------------- | ----- |
| 11. | All Your Friends     | 3:32  |
| 12. | Ghost Story          | 4:17  |
| 13. | O (Part 2 / reprise) | 1:37  |

Édition japonaise :
| No  | Titre                          | Durée |
| --- | ------------------------------ | ----- |
| 14. | "Midnight" (Jon Hopkins Remix) | 10:05 |

## Ventes
En décembre 2014, l'album dépasse les 3 millions d'exemplaires vendus à travers le monde.

### Certifications
Aux États-Unis, quelques jours avant leur performance lors de la mi-temps du 50e Superbowl le 7 février 2016, soit près de deux ans après sa sortie, l'album Ghost Stories est certifié disque de platine par la RIAA.

## Classements
| Classement (2014)                  | Meilleure place |
| ---------------------------------- | --------------- |
| Allemagne (Media Control AG)       | 1               |
| Australie (ARIA)                   | 1               |
| Autriche (Ö3 Austria Top 40)       | 2               |
| Belgique (Flandre Ultratop)        | 1               |
| Belgique (Wallonie Ultratop)       | 1               |
| Canada (Canadian Albums Chart)     | 1               |
| Danemark (Tracklisten)             | 1               |
| Écosse (OCC)                       | 1               |
| Espagne (Promusicae)               | 1               |
| États-Unis (Billboard 200)         | 1               |
| Finlande (Suomen virallinen lista) | 1               |
| France (SNEP)                      | 1               |
| Irlande (IRMA)                     | 1               |
| Italie (FIMI)                      | 1               |
| Norvège (VG-lista)                 | 1               |
| Nouvelle-Zélande (RIANZ)           | 1               |
| Pays-Bas (Mega Album Top 100)      | 2               |
| Portugal (AFP)                     | 1               |
| Royaume-Uni (UK Albums Chart)      | 1               |
| Suède (Sverigetopplistan)          | 1               |
| Suisse (Schweizer Hitparade)       | 1               |

## Certifications
| Pays              | Certification | Ventes/Équivalence |
| ----------------- | ------------- | ------------------ |
| États-Unis (RIAA) | 2 × Platine   | 2 000 000          |
| France (SNEP)     | 3 × Platine   | 300 000            |